# Уматілла (округ, Орегон)
Шаблон:StateAbbr_ 45°22′30″ пн. ш. 118°45′05″ зх. д. / 45.375131° пн. ш. 118.7513661° зх. д.
Округ  Уматілла (англ. Umatilla County) — округ (графство) у штаті  Орегон, США. Ідентифікатор округу 41059.

## Історія
Округ утворений 1862 року.

## Демографія
За даними перепису 
2000 року 
загальне населення округу становило 70548 осіб, зокрема міського населення було 49253, а сільського — 21295.
Серед мешканців округу чоловіків було 36103, а жінок — 34445. В окрузі було 25195 домогосподарств, 17846 родин, які мешкали в 27676 будинках.
Середній розмір родини становив 3,14.
Віковий розподіл населення поданий у таблиці:
| Стать    | До 15 років | 15-21 | 22-29 | 30-39 | 40-49 | 50-65 | 65-85 | Понад 85 |
| -------- | ----------- | ----- | ----- | ----- | ----- | ----- | ----- | -------- |
| Чоловіки | 8275        | 3883  | 4017  | 5321  | 5507  | 5352  | 3394  | 354      |
| Жінки    | 7891        | 3507  | 3397  | 4646  | 5005  | 5066  | 4201  | 732      |

## Суміжні округи
- Бентон, Вашингтон — північ
- Валла-Валла, Вашингтон — північ
- Колумбія, Вашингтон — північний схід
- Валлова — схід
- Юніон — схід
- Грант — південь
- Марроу — захід

## Виноски
1. ↑  U.S. Decennial Census. United States Census Bureau. Процитовано 28 лютого 2015.
2. ↑  Historical Census Browser. University of Virginia Library. Архів оригіналу за 11 серпня 2012. Процитовано 28 лютого 2015.
3. ↑  Forstall, Richard L., ред. (27 березня 1995). Population of Counties by Decennial Census: 1900 to 1990. United States Census Bureau. Процитовано 28 лютого 2015.
4. ↑  Census 2000 PHC-T-4. Ranking Tables for Counties: 1990 and 2000 (PDF). United States Census Bureau. 2 квітня 2001. Процитовано 28 лютого 2015.
5. ↑  State & County QuickFacts. United States Census Bureau. Архів оригіналу за 20 червня 2011. Процитовано 15 листопада 2013. [Архівовано 2011-06-20 у Wayback Machine.](англ.) Наведено за англійською вікіпедією.
6. ↑  American FactFinder. Бюро перепису населення США. Архів оригіналу за 26 лютого 2012. Процитовано 31 січня 2008. [Архівовано 2008-05-21 у Wayback Machine.]

| США | Це незавершена стаття з географії США. Ви можете допомогти проєкту, виправивши або дописавши її. |